# Regierungsbezirk Rheinhessen
| Regierungsbezirk Rheinhessen | Regierungsbezirk Rheinhessen |
| ---------------------------- | ---------------------------- |
| Bestandszeitraum             | 1946–1968                    |
| Zugehörigkeit                | Rheinland-Pfalz              |
| Verwaltungssitz              | Mainz                        |
| Anzahl Gemeinden             | 166                          |
| Fläche                       | 1.336,19 km²                 |
| Einwohner                    | 486.408 (30. Juni 1968)      |
| Bevölkerungsdichte           | 364 Einw./km²                |

Der Regierungsbezirk Rheinhessen war einer von fünf Regierungsbezirken, in die sich das 1946 neu gebildete Land Rheinland-Pfalz zunächst gliederte. Die anderen waren die ebenfalls 1946 neu errichteten Regierungsbezirke Pfalz (Sitz in Speyer, später  Neustadt an der Weinstraße) und Montabaur sowie die bereits 1816 von Preußen eingerichteten Regierungsbezirke Koblenz und Trier.

## Verwaltungsgliederung
Der Regierungsbezirk Rheinhessen umfasste das linksrheinische Gebiet des ehemaligen Volksstaats Hessen, das nach dem Zweiten Weltkrieg unter französische Besatzung kam und 1946 Bestandteil des Landes Rheinland-Pfalz wurde. Der Regierungsbezirk Rheinhessen umfasste die kreisfreien Städte Mainz und Worms sowie die Landkreise Alzey, Bingen, Mainz und Worms. Damit war er bis auf die rechtsrheinischen Stadtteile von Mainz sowie die Insel Kühkopf flächengleich mit der 1937 aufgelösten Provinz Rheinhessen im Volksstaat Hessen.

## Geschichte
Die französische Besatzungsmacht führte die bisherige Provinz Rheinhessen (mit den oben beschriebenen kleinen Änderungen) als Regierungsbezirk Mainz fort. Dieser war dem Oberpräsidium Hessen-Pfalz unterstellt. Mit der Gründung des Landes Rheinland-Pfalz entfielen die Oberpräsidien und der Regierungsbezirk erhielt den Namen Rheinhessen.
Am 1. Oktober 1968 wurde der Regierungsbezirk Rheinhessen mit dem Regierungsbezirk Pfalz zum neuen Regierungsbezirk Rheinhessen-Pfalz vereinigt. Die Bezirksregierung des neuen Bezirks hatte ihren Sitz in Neustadt an der Weinstraße. Im Zuge der darauffolgenden Kreisreform wurden die rheinhessischen Landkreise zu größeren Verwaltungseinheiten zusammengeschlossen. Aus den Landkreisen Alzey und Worms wurde der Landkreis Alzey-Worms und aus den Landkreisen Bingen und Mainz der Landkreis Mainz-Bingen.

## Regierungspräsidenten
1945–1946: Jakob Steffan (1888–1957)
1946–1947: Edmund Kaufmann (1893–1953)
1947–1966: Georg Rückert (1901–1990)
1966–1968: vakant